# Битка код Азаза (1030)
Битка код Азаза одиграла се 1030. године између византијске војске са једне и Алепског емирата Мидрасида. Битка је део Византијско-арапских ратова, а завршена је победом муслимана.

## Битка
Византијску војску предводио је цар Роман III. До битке је дошло због настојања Византије да алепске емире, који су прешли у вазалство Фатимидског калифата, поново учине својим вазалима. Битка се одиграла близу данашњег сиријског града Азаз. Византинци су доживели тежак пораз и присиљени су на бекство. Цар се једва спасио заробљавања. Упркос исходу, ова битка није имала одлучујући карактер. Византијске војсковође су већ следећег лета присилили алепске емире да им поново положе заклетву.